# Asleep at the Wheel (album)
| Recensione       | Giudizio |
| ---------------- | -------- |
| AllMusic         | [ 1 ]    |
| Robert Christgau | B        |

Asleep at the Wheel è il secondo album discografico dell'omonimo gruppo musicale statunitense, pubblicato dalla casa discografica Epic Records nel 1974.

## Tracce

### LP
Lato A
1. Choo Choo Ch'Boogie – 3:17 (Milt Gabler, Vaughn Horton, Denver Darling)
2. You and Me Instead – 3:22 (Kevin Blackie Farrell)
3. Jumpin' at the Woodside – 3:49 (Count Basie)
4. Last Letter – 5:28 (Rex Griffin)
5. Don't Ask Me Why (I'm Going to Texas) – 2:49 (Ray Benson, Leroy Preston, Kevin Blackie Farrell)
6. The Kind of Love I Can't Forget – 3:13 (Jesse Ashlock)

Lato B
1. I'm Gonna Be a Wheel Someday – 2:01 (Roy Hayes)
2. Our Names Aren't Mentioned (Together Anymore) – 3:54 (Leroy Preston)
3. Miss Molly – 2:44 (Cindy Walker)
4. Blood-Shot Eyes – 3:44 (Hank Penney, Ruth Hall)
5. Dead Man – 3:22 (Leroy Preston)

## Formazione
- Ray Benson - chitarra solista
- Ray Benson - voce solista (brani: Choo Choo Ch'Boogie, You and Me Instead, Don't Ask Me Why (I'm Going to Texas) e Miss Molly)
- Ray Benson - cori (brani: Dead Man e Miss Molly)
- Lucky Oceans - chitarra pedal steel, chitarra lap steel
- Chris O'Connell - chitarra ritmica
- Chris O'Connell - voce solista (brani: Last Letter e The Kind of Love I Can't Forget)
- Chris O'Connell - cori (brani: Choo Choo Ch'Boogie, Dead Man, Our Names Aren't Mentioned (Together Anymore) e Miss Molly)
- Floyd Domino - piano
- Richard Casanova - fiddle
- Tony Garnier - contrabbasso, basso fender, tic tac
- Leroy Preston - batteria, percussioni
- Leroy Preston - voce solista (brani: Blood-Shot Eyes, I'm Gonna Be a Wheel Someday e Dead Man
- Leroy Preston - cori (brani: Choo Choo Ch'Boogie e Our Names Aren't Mentioned (Together Anymore))

Ospiti
- Andy Stein - fiddle (brano: You and Me Instead)
- Andy Stein - sassofono (brani: Choo Choo Ch'Boogie, Jumpin' at the Woodside e Blood-Shot Eyes)
- Bill Joor - tromba (brani: Choo Choo Ch'Boogie, You and Me Instead, Don't Ask Me Why (I'm Going to Texas), Jumpin' at the Woodside, Blood-Shot Eyes e Miss Molly)
- Lisa Silver - fiddle (brani: You and Me Instead, Last Letter e Our Names Aren't Mentioned (Together Anymore))
- Johnny Gimbel - fiddle (brani: Don't Ask Me Why (I'm Going to Texas), Last Letter, The Kind of Love I Can't Forget, I'm Gonna Be a Wheel Someday, Dead Man, Our Names Aren't Mentioned (Together Anymore) e Miss Molly)
- Johnny Gimbel - chitarra ritmica (brano: Our Names Aren't Mentioned (Together Anymore))
- Johnny Gimbel - cori (brani: Dead Man e Miss Molly)
- Teddy Irwin - chitarra ritmica (brano: Last Letter)
- Bucky Meadows - chitarra ritmica (brani: The Kind of Love I Can't Forget e I'm Gonna Be a Wheel Someday)
- Larry Black - chitarra ritmica (brano: I'm Gonna Be a Wheel Someday)
- Bobby Black - chitarra pedal steel (brano: I'm Gonna Be a Wheel Someday)
- Buddy Spicher - fiddle (brano: Our Names Aren't Mentioned (Together Anymore))
- Mickey Raphael - armonica (brano: Our Names Aren't Mentioned (Together Anymore))

Note aggiuntive
- Norro Wilson - produttore
- Registrazioni effettuate al Columbia Recording Studio di Nashville, Tennessee (Stati Uniti), circa luglio del 1974[3]
- Lou Bradley - ingegnere delle registrazioni
- Larry Watkins - personal management (Asleep at the Wheel)
- Bill Barnes - design album originale e fotografia, cover type design
- Phyllis Cortese - airbush rendering
- Ringraziamento a: Bill Chapman (Chapman Auto Museum, Grand Prairie, Texas)
- Ringraziamento speciale a: Don Ellis, Linda McGraw, Susan Nadolna, Willie and Paul, B.B. Moritz, Bill Herd e Laura[4]

## Classifica
Singoli
| Anno | Titolo del brano    | Classifica        | Posizione raggiunta |
| ---- | ------------------- | ----------------- | ------------------- |
| 1975 | Choo Choo Ch'Boogie | Hot Country Songs | 69                  |